# Fusion d'étoiles à neutrons du 17 août 2017
La fusion de deux étoiles à neutrons a été détectée le 17 août 2017 au sein de la galaxie NGC 4993, tant sous forme d'ondes gravitationnelles que sous forme lumineuse.
Au total, outre LIGO et Virgo, ce sont quelque 70 observatoires, au sol et dans l'espace, qui ont participé au suivi de l'évènement. C'est la première détection d'ondes gravitationnelles pour laquelle une contrepartie électromagnétique a été détectée. Cette détection renforce l'hypothèse selon laquelle les sursauts gamma, ou au moins une partie d'entre eux, sont le résultat de la fusion de deux étoiles à neutrons.

## Informations générales
| Masse de la première étoile à neutrons                | 1,36 à 1,60 {\displaystyle M_{\odot }} (hypothèse d'une valeur faible pour le spin)     |
| Masse de la seconde étoile à neutrons                 | 1,17 à 1,36 {\displaystyle M_{\odot }} (hypothèse d'une valeur faible pour le spin)     |
| Rayon des deux étoiles à neutrons                     | 11,9+1,4 −1,4 km                                                                        |
| Masse finale                                          | 2,74+0,04 −0,01 {\displaystyle M_{\odot }} (hypothèse d'une valeur faible pour le spin) |
| Énergie rayonnée sous forme d'ondes gravitationnelles | > 0,025 {\displaystyle M_{\odot }c^{2}}                                                 |
| Distance de la source                                 | 40+8 −14 Mpc                                                                            |
| Redshift de la source                                 | 0,008+0,002 −0,003                                                                      |

## GW170817, l'évènement d'ondes gravitationnelles

Le signal GW170817 détecté par les deux instruments de LIGO et par Virgo.

GW170817 est le nom du signal attribué à une observation directe d’ondes gravitationnelles annoncée le 16 octobre 2017 par les collaborations LIGO et Virgo. La détection du signal a été effectuée le 17 août 2017 à 12 h 41 UTC sur les trois sites, et a duré près de 100 s. L'analyse du signal indique la fusion de deux astres de 1,1 à 1,6 masse solaire (des masses typiques d'étoiles à neutrons),.

## GRB 170817A, le sursaut gamma
Un sursaut gamma (GRB 170817A) associé à l'onde gravitationnelle a été détecté environ 1,74 ± 0,05 seconde après le début du signal d'ondes gravitationnelles issu de la coalescence des deux astres par le Fermi Gamma-ray Space Telescope, avec l'instrument GBM, et l'International Gamma-Ray Astrophysics Laboratory (INTEGRAL), avec SPI-ACS. Le signal correspond à la première observation de la coalescence de deux étoiles à neutrons.

## Ondes radio
L'observation détaillée des ondes radio rémanentes — à l'aide des radiotélescopes VLA et VLBA — a permis à une équipe d'astrophysiciens du Caltech de confirmer que le phénomène à l'origine de l'ensemble des signaux correspondait au scénario d'une fusion d'étoiles à neutrons.

## AT 2017gfo, la kilonova
AT 2017gfo est un évènement astronomique transitoire. Il a tout d'abord été détecté par le Swope Supernova Survey (en) (SSS), environ 10,9 heures après le signal d'ondes gravitationnelles, qui l'a répertorié sous la désignation SSS 17a avant qu'il ne reçoive sa désignation officielle de l'Union astronomique internationale, AT 2017gfo. L'évènement a aussi été observé par le relevé de supernovas Distance Less Than 40 Megaparsecs (DLT40) et répertorié sous la désignation DLT17ck. Étant donné sa rareté et sa proximité spatio-temporelle avec GW170817, AT 2017gfo est très probablement issu de la même fusion d'étoiles à neutrons (la probabilité que les deux ne soient pas liés est estimée inférieure à 10-9). 

La kilonova issue de l'évènement, observée par Hubble.

Au moment de sa découverte, l'évènement transitoire possède une magnitude absolue de −15,8 ± 0,1,
passant probablement par un pic entre 11 et 35 heures après observation du signal d'ondes gravitationnelles puis diminuant rapidement (près d'une magnitude de moins 35 heures après la première observation). Son spectre est également singulier, avec une évolution rapide vers le rouge et peu de motifs discernables relativement aux autres évènements astronomiques transitoires observés jusqu'alors. Ainsi, au moment de sa découverte, AT 2017gfo est la kilonova à l'évolution la plus rapide connue.

## Objet résultant
Étant donné une masse estimée à 2,74 masses solaires pour l'objet résultant de la fusion, sa nature est indéterminée. Si c'est une étoile à neutrons, il s'agit de la plus massive connue ; à l'inverse, si c'est un trou noir, il s'agit du moins massif connu. Des observations du télescope spatial Chandra réalisées entre août 2017 et janvier 2018 révèlent que le flux de rayons X provenant de la source serait faible pour une étoile à neutrons, tendant à montrer qu'il s'agirait d'un trou noir. Des observations effectuées conjointement par 32 radiotélescopes et combinées par interférométrie ont pu montrer que la fusion a été suivie d'un jet de matière relativiste et étroit; de tels jets n'ont jusqu'à présent été observés qu'aux abords de trous noirs.

## Implications
Les spectres ultraviolet, visible et proche infrarouge de la contrepartie électromagnétique de l'événement montrent qu'un minimum d'environ 0,5 ± 0,2 masse solaire d'éléments a été produit par le processus r, semblant indiquer qu'une part significative des éléments lourds est produite par fusion d'étoiles à neutrons,. L'événement du 17 août 2017 est ainsi la première observation directe que les fusions d'étoiles à neutrons participent activement à la nucléosynthèse. Par ailleurs, la détection de lanthanides dans le spectre de la contrepartie électromagnétique rejette l'hypothèse de la fusion d'un système binaire d'étoiles étranges.
Cet événement étant le premier de sa catégorie à être observé, le taux d'apparition d'événements semblables est difficile à estimer. Cependant, une limite supérieure au taux d'apparition d'événements transitoires similaires à AT 2017gfo a été déterminée à 1,6 × 105 Gpc−3 a−1 .
La mesure de la vitesse des ondes gravitationnelles exclut de nombreuses théories de gravitation modifiée comme explication de l’accélération cosmique,. GW170817 et GRB 170817A permettent en effet de restreindre le rapport {\displaystyle \sigma ={\frac {c-v}{c}}} avec {\displaystyle v} et {\displaystyle c} respectivement les vitesses des ondes gravitationnelles et de la lumière dans le vide entre environ -4,3 × 10−16 et 10−11 en considérant la vitesse des ondes gravitationnelles constante.